# B71 Sandoy
B71 Sandoy ou Bóltfelagið 1971 é um clube de futebol das Ilhas Faroe fundado em 1971. Atualmente está na 1. deild, a segunda divisão do futebol faroês.

## Títulos
- Campeonato Faroês: 1989
- Copa das Ilhas Faroe: 1993
- Campeonato Faroês de Futebol - Segunda Divisão: 1988, 1991, 1998 e 2006
- Campeonato Faroês de Futebol - Terceira Divisão: 1986
- Troféu FSF: 01 - 2004

## Retrospecto nas competições europeias
| Competição      | Jogos | Vitórias | Empates | Derrotas | Gols a favor | Gols sofridos |
| --------------- | ----- | -------- | ------- | -------- | ------------ | ------------- |
| Copa da UEFA    | 2     | 0        | 0       | 2        | 3            | 9             |
| Recopa Européia | 2     | 0        | 0       | 2        | 0            | 7             |

| Temporada | Competição      | Fase    | Oponente     | Resultados |
| --------- | --------------- | ------- | ------------ | ---------- |
| 1994–95   | Recopa Européia | 1Q      | HJK Helsinki | 0–5, 0–2   |
| 1996–97   | Copa da UEFA    | Prelim. | APOEL        | 1-5, 2-4   |

Jogos em casa em negrito.